# Lista över olympiska medaljörer i alpin skidåkning
Alpin skidåkning är en olympisk sport och förekommer i olympiska vinterspelen. De första olympiska vinterspelen, 1924 i Chamonix, Frankrike innehöll bara nordisk skidsport på skidsportsidan, men alpin skidåkning var med första gången först 1936 i Garmisch-Partenkirchen, Tyskland. Tävlingar i alpin kombination hölls för både herrar och damer 1936, men togs bort 1948 och var sedan inte olympisk gren förrän 1988.
| Grenar | Grenar                                                        |
| ------ | ------------------------------------------------------------- |
| Herrar | Störtlopp • Slalom • Storslalom • Super-G • Alpin kombination |
| Damer  | Störtlopp • Slalom • Storslalom • Super-G • Alpin kombination |
| Mix    | Lagtävling                                                    |

## Herrar

### Störtlopp
| Spel                               | Guld                          | Silver                         | Brons                          |
| Sankt Moritz 1948 Detaljer...      | Frankrike · Henri Oreiller    | Österrike · Franz Gabl         | Schweiz · Karl Molitor         |
| Sankt Moritz 1948 Detaljer...      | Frankrike · Henri Oreiller    | Österrike · Franz Gabl         | Schweiz · Rolf Olinger         |
| Oslo 1952 Detaljer...              | Italien · Zeno Colò           | Österrike · Othmar Schneider   | Österrike · Christian Pravda   |
| Cortina d’Ampezzo 1956 Detaljer... | Österrike · Toni Sailer       | Schweiz · Raymond Fellay       | Österrike · Anderl Molterer    |
| Squaw Valley 1960 Detaljer...      | Frankrike · Jean Vuarnet      | Tyskland · Hans-Peter Lanig    | Frankrike · Guy Périllat       |
| Innsbruck 1964 Detaljer...         | Österrike · Egon Zimmermann   | Frankrike · Léo Lacroix        | Tyskland · Wolfgang Bartels    |
| Grenoble 1968 Detaljer...          | Frankrike · Jean-Claude Killy | Frankrike · Guy Périllat       | Schweiz · Jean-Daniel Dätwyler |
| Sapporo 1972 Detaljer...           | Schweiz · Bernhard Russi      | Schweiz · Roland Collombin     | Österrike · Heinrich Messner   |
| Innsbruck 1976 Detaljer...         | Österrike · Franz Klammer     | Schweiz · Bernhard Russi       | Italien · Herbert Plank        |
| Lake Placid 1980 Detaljer...       | Österrike · Leonhard Stock    | Österrike · Peter Wirnsberger  | Kanada · Steve Podborski       |
| Sarajevo 1984 Detaljer...          | USA · Bill Johnson            | Schweiz · Peter Müller         | Österrike · Anton Steiner      |
| Calgary 1988 Detaljer...           | Schweiz · Pirmin Zurbriggen   | Schweiz · Peter Müller         | Frankrike · Franck Piccard     |
| Albertville 1992 Detaljer...       | Österrike · Patrick Ortlieb   | Frankrike · Franck Piccard     | Österrike · Günther Mader      |
| Lillehammer 1994 Detaljer...       | USA · Tommy Moe               | Norge · Kjetil André Aamodt    | Kanada · Ed Podivinsky         |
| Nagano 1998 Detaljer...            | Frankrike · Jean-Luc Crétier  | Norge · Lasse Kjus             | Österrike · Hannes Trinkl      |
| Salt Lake City 2002 Detaljer...    | Österrike · Fritz Strobl      | Norge · Lasse Kjus             | Österrike · Stephan Eberharter |
| Turin 2006 Detaljer...             | Frankrike · Antoine Dénériaz  | Österrike · Michael Walchhofer | Schweiz · Bruno Kernen         |
| Vancouver 2010 Detaljer...         | Schweiz · Didier Défago       | Norge · Aksel Lund Svindal     | USA · Bode Miller              |
| Sotji 2014 Detaljer...             | Österrike · Matthias Mayer    | Italien · Christof Innerhofer  | Norge · Kjetil Jansrud         |
| Pyeongchang 2018 Detaljer...       | Norge · Aksel Lund Svindal    | Norge · Kjetil Jansrud         | Schweiz · Beat Feuz            |
| Peking 2022 Detaljer...            | Schweiz · Beat Feuz           | Frankrike · Johan Clarey       | Österrike · Matthias Mayer     |

### Slalom
| Spel                               | Guld                                | Silver                        | Brons                          |
| Sankt Moritz 1948 Detaljer...      | Schweiz · Edy Reinalter             | Frankrike · James Couttet     | Frankrike · Henri Oreiller     |
| Oslo 1952 Detaljer...              | Österrike · Othmar Schneider        | Norge · Stein Eriksen         | Norge · Guttorm Berge          |
| Cortina d’Ampezzo 1956 Detaljer... | Österrike · Toni Sailer             | Japan · Chiharu Igaya         | Sverige · Stig Sollander       |
| Squaw Valley 1960 Detaljer...      | Österrike · Ernst Hinterseer        | Österrike · Matthias Leitner  | Frankrike · Charles Bozon      |
| Innsbruck 1964 Detaljer...         | Österrike · Josef Stiegler          | USA · Billy Kidd              | USA · James Heuga              |
| Grenoble 1968 Detaljer...          | Frankrike · Jean-Claude Killy       | Österrike · Herbert Huber     | Österrike · Alfred Matt        |
| Sapporo 1972 Detaljer...           | Spanien · Francisco Fernández Ochoa | Italien · Gustav Thöni        | Italien · Roland Thöni         |
| Innsbruck 1976 Detaljer...         | Italien · Piero Gros                | Italien · Gustav Thöni        | Liechtenstein · Willi Frommelt |
| Lake Placid 1980 Detaljer...       | Sverige · Ingemar Stenmark          | USA · Phil Mahre              | Schweiz · Jacques Lüthy        |
| Sarajevo 1984 Detaljer...          | USA · Phil Mahre                    | USA · Steve Mahre             | Frankrike · Didier Bouvet      |
| Calgary 1988 Detaljer...           | Italien · Alberto Tomba             | Västtyskland · Frank Wörndl   | Liechtenstein · Paul Frommelt  |
| Albertville 1992 Detaljer...       | Norge · Finn Christian Jagge        | Italien · Alberto Tomba       | Österrike · Michael Tritscher  |
| Lillehammer 1994 Detaljer...       | Österrike · Thomas Stangassinger    | Italien · Alberto Tomba       | Slovenien · Jure Košir         |
| Nagano 1998 Detaljer...            | Norge · Hans Petter Buraas          | Norge · Ole Kristian Furuseth | Österrike · Thomas Sykora      |
| Salt Lake City 2002 Detaljer...    | Frankrike · Jean-Pierre Vidal       | Frankrike · Sébastien Amiez   | Österrike · Benjamin Raich     |
| Turin 2006 Detaljer...             | Österrike · Benjamin Raich          | Österrike · Reinfried Herbst  | Österrike · Rainer Schönfelder |
| Vancouver 2010 Detaljer...         | Italien · Giuliano Razzoli          | Kroatien · Ivica Kostelić     | Sverige · André Myhrer         |
| Sotji 2014 Detaljer...             | Österrike · Mario Matt              | Österrike · Marcel Hirscher   | Norge · Henrik Kristoffersen   |
| Pyeongchang 2018 Detaljer...       | Sverige · André Myhrer              | Schweiz · Ramon Zenhäusern    | Österrike · Michael Matt       |
| Peking 2022 Detaljer...            | Frankrike · Clément Noël            | Österrike · Johannes Strolz   | Norge · Sebastian Foss Solevåg |

### Storslalom
| Spel                               | Guld                           | Silver                         | Brons                          |
| Oslo 1952 Detaljer...              | Norge · Stein Eriksen          | Österrike · Christian Pravda   | Österrike · Toni Spiess        |
| Cortina d’Ampezzo 1956 Detaljer... | Österrike · Toni Sailer        | Österrike · Anderl Molterer    | Österrike · Walter Schuster    |
| Squaw Valley 1960 Detaljer...      | Schweiz · Roger Staub          | Österrike · Josef Stiegler     | Österrike · Ernst Hinterseer   |
| Innsbruck 1964 Detaljer...         | Frankrike · François Bonlieu   | Österrike · Karl Schranz       | Österrike · Josef Stiegler     |
| Grenoble 1968 Detaljer...          | Frankrike · Jean-Claude Killy  | Schweiz · Willy Favre          | Österrike · Heini Messner      |
| Sapporo 1972 Detaljer...           | Italien · Gustav Thöni         | Schweiz · Edmund Bruggmann     | Schweiz · Werner Mattle        |
| Innsbruck 1976 Detaljer...         | Schweiz · Heini Hemmi          | Schweiz · Ernst Good           | Sverige · Ingemar Stenmark     |
| Lake Placid 1980 Detaljer...       | Sverige · Ingemar Stenmark     | Liechtenstein · Andreas Wenzel | Österrike · Hans Enn           |
| Sarajevo 1984 Detaljer...          | Schweiz · Max Julen            | Jugoslavien · Jure Franko      | Liechtenstein · Andreas Wenzel |
| Calgary 1988 Detaljer...           | Italien · Alberto Tomba        | Österrike · Hubert Strolz      | Schweiz · Pirmin Zurbriggen    |
| Albertville 1992 Detaljer...       | Italien · Alberto Tomba        | Luxemburg · Marc Girardelli    | Norge · Kjetil André Aamodt    |
| Lillehammer 1994 Detaljer...       | Tyskland · Markus Wasmeier     | Schweiz · Urs Kälin            | Österrike · Christian Mayer    |
| Nagano 1998 Detaljer...            | Österrike · Hermann Maier      | Österrike · Stephan Eberharter | Schweiz · Michael von Grünigen |
| Salt Lake City 2002 Detaljer...    | Österrike · Stephan Eberharter | USA · Bode Miller              | Norge · Lasse Kjus             |
| Turin 2006 Detaljer...             | Österrike · Benjamin Raich     | Frankrike · Joël Chenal        | Österrike · Hermann Maier      |
| Vancouver 2010 Detaljer...         | Schweiz · Carlo Janka          | Norge · Kjetil Jansrud         | Norge · Aksel Lund Svindal     |
| Sotji 2014 Detaljer...             | USA · Ted Ligety               | Frankrike · Steve Missillier   | Frankrike · Alexis Pinturault  |
| Pyeongchang 2018 Detaljer...       | Österrike · Marcel Hirscher    | Norge · Henrik Kristoffersen   | Frankrike · Alexis Pinturault  |
| Peking 2022 Detaljer...            | Schweiz · Marco Odermatt       | Slovakien · Žan Kranjec        | Frankrike · Mathieu Faivre     |

### Super-G
| Spel                            | Guld                        | Silver                         | Brons                           |
| Calgary 1988 Detaljer...        | Frankrike · Franck Piccard  | Österrike · Helmut Mayer       | Sverige · Lars-Börje Eriksson   |
| Albertville 1992 Detaljer...    | Norge · Kjetil André Aamodt | Luxemburg · Marc Girardelli    | Norge · Jan Einar Thorsen       |
| Lillehammer 1994 Detaljer...    | Tyskland · Markus Wasmeier  | USA · Tommy Moe                | Norge · Kjetil André Aamodt     |
| Nagano 1998 Detaljer...         | Österrike · Hermann Maier   | Schweiz · Didier Cuche         | Inte utdelat                    |
| Nagano 1998 Detaljer...         | Österrike · Hermann Maier   | Österrike · Hans Knauß         | Inte utdelat                    |
| Salt Lake City 2002 Detaljer... | Norge · Kjetil André Aamodt | Österrike · Stephan Eberharter | Österrike · Andreas Schifferer  |
| Turin 2006 Detaljer...          | Norge · Kjetil André Aamodt | Österrike · Hermann Maier      | Schweiz · Ambrosi Hoffmann      |
| Vancouver 2010 Detaljer...      | Norge · Aksel Lund Svindal  | USA · Bode Miller              | USA · Andrew Weibrecht          |
| Sotji 2014 Detaljer...          | Norge · Kjetil Jansrud      | USA · Andrew Weibrecht         | Kanada · Jan Hudec              |
| Sotji 2014 Detaljer...          | Norge · Kjetil Jansrud      | USA · Andrew Weibrecht         | USA · Bode Miller               |
| Pyeongchang 2018 Detaljer...    | Österrike · Matthias Mayer  | Schweiz · Beat Feuz            | Norge · Kjetil Jansrud          |
| Peking 2022 Detaljer...         | Österrike · Matthias Mayer  | USA · Ryan Cochran-Siegle      | Norge · Aleksander Aamodt Kilde |

### Superkombination
| Spel                                    | Guld                                    | Silver                                  | Brons                                   |
| Garmisch-Partenkirchen 1936 Detaljer... | Tyskland · Franz Pfnür                  | Tyskland · Gustav Lantschner            | Frankrike · Émile Allais                |
| Sankt Moritz 1948 Detaljer...           | Frankrike · Henri Oreiller              | Schweiz · Karl Molitor                  | Frankrike · James Couttet               |
| 1952–1984                               | Inte en del av det olympiska programmet | Inte en del av det olympiska programmet | Inte en del av det olympiska programmet |
| Calgary 1988 Detaljer...                | Österrike · Hubert Strolz               | Österrike · Bernhard Gstrein            | Schweiz · Paul Accola                   |
| Albertville 1992 Detaljer...            | Italien · Josef Polig                   | Italien · Gianfranco Martin             | Schweiz · Steve Locher                  |
| Lillehammer 1994 Detaljer...            | Norge · Lasse Kjus                      | Norge · Kjetil André Aamodt             | Norge · Harald Christian Strand Nilsen  |
| Nagano 1998 Detaljer...                 | Österrike · Mario Reiter                | Norge · Lasse Kjus                      | Österrike · Christian Mayer             |
| Salt Lake City 2002 Detaljer...         | Norge · Kjetil André Aamodt             | USA · Bode Miller                       | Österrike · Benjamin Raich              |
| Turin 2006 Detaljer...                  | USA · Ted Ligety                        | Kroatien · Ivica Kostelić               | Österrike · Rainer Schönfelder          |
| Vancouver 2010 Detaljer...              | USA · Bode Miller                       | Kroatien · Ivica Kostelić               | Schweiz · Silvan Zurbriggen             |
| Sotji 2014 Detaljer...                  | Schweiz · Sandro Viletta                | Kroatien · Ivica Kostelić               | Italien · Christof Innerhofer           |
| Pyeongchang 2018 Detaljer...            | Österrike · Marcel Hirscher             | Frankrike · Alexis Pinturault           | Frankrike · Victor Muffat-Jeandet       |
| Peking 2022 Detaljer...                 | Österrike · Johannes Strolz             | Norge · Aleksander Aamodt Kilde         | Kanada · James Crawford                 |

## Damer

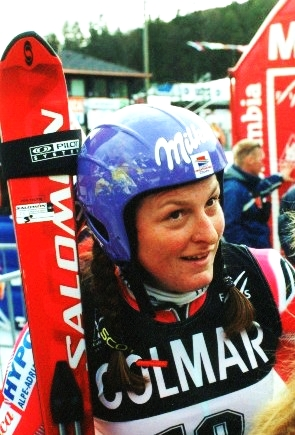
Janica Kostelić är den enda kvinnan som har vunnit fyra guld.

### Störtlopp
| Spel                               | Guld                              | Silver                            | Brons                             |
| Sankt Moritz 1948 Detaljer...      | Schweiz · Hedy Schlunegger        | Österrike · Trude Beiser          | Österrike · Resi Hammerer         |
| Oslo 1952 Detaljer...              | Österrike · Trude Beiser          | Tyskland · Annemarie Buchner      | Italien · Giuliana Minuzzo        |
| Cortina d’Ampezzo 1956 Detaljer... | Schweiz · Madeleine Berthod       | Schweiz · Frieda Dänzer           | Kanada · Lucile Wheeler           |
| Squaw Valley 1960 Detaljer...      | Tyskland · Heidi Biebl            | USA · Penny Pitou                 | Österrike · Traudl Hecher         |
| Innsbruck 1964 Detaljer...         | Österrike · Christl Haas          | Österrike · Edith Zimmermann      | Österrike · Traudl Hecher         |
| Grenoble 1968 Detaljer...          | Österrike · Olga Pall             | Frankrike · Isabelle Mir          | Österrike · Christl Haas          |
| Sapporo 1972 Detaljer...           | Schweiz · Marie-Theres Nadig      | Österrike · Annemarie Moser-Pröll | USA · Susan Corrock               |
| Innsbruck 1976 Detaljer...         | Västtyskland · Rosi Mittermaier   | Österrike · Brigitte Totschnig    | USA · Cindy Nelson                |
| Lake Placid 1980 Detaljer...       | Österrike · Annemarie Moser-Pröll | Liechtenstein · Hanni Wenzel      | Schweiz · Marie-Theres Nadig      |
| Sarajevo 1984 Detaljer...          | Schweiz · Michela Figini          | Schweiz · Maria Walliser          | Tjeckoslovakien · Olga Charvátová |
| Calgary 1988 Detaljer...           | Västtyskland · Marina Kiehl       | Schweiz · Brigitte Oertli         | Kanada · Karen Percy              |
| Albertville 1992 Detaljer...       | Kanada · Kerrin Lee-Gartner       | USA · Hilary Lindh                | Österrike · Veronika Wallinger    |
| Lillehammer 1994 Detaljer...       | Tyskland · Katja Seizinger        | USA · Picabo Street               | Italien · Isolde Kostner          |
| Nagano 1998 Detaljer...            | Schweiz · Madeleine Berthod       | Sverige · Pernilla Wiberg         | Frankrike · Florence Masnada      |
| Salt Lake City 2002 Detaljer...    | Frankrike · Carole Montillet      | Italien · Isolde Kostner          | Österrike · Renate Götschl        |
| Turin 2006 Detaljer...             | Österrike · Michaela Dorfmeister  | Schweiz · Martina Schild          | Sverige · Anja Pärson             |
| Vancouver 2010 Detaljer...         | USA · Lindsey Vonn                | USA · Julia Mancuso               | Österrike · Elisabeth Görgl       |
| Sotji 2014 Detaljer...             | Slovenien · Tina Maze             | Ingen utsedd                      | Schweiz · Lara Gut                |
| Sotji 2014 Detaljer...             | Schweiz · Dominique Gisin         | Ingen utsedd                      | Schweiz · Lara Gut                |
| Pyeongchang 2018 Detaljer...       | Italien · Sofia Goggia            | Norge · Ragnhild Mowinckel        | USA · Lindsey Vonn                |
| Peking 2022 Detaljer...            | Schweiz · Corinne Suter           | Italien · Sofia Goggia            | Italien · Nadia Delago            |

### Slalom
| Spel                               | Guld                            | Silver                            | Brons                              |
| Sankt Moritz 1948 Detaljer...      | USA · Gretchen Fraser           | Schweiz · Antoinette Meyer        | Österrike · Erika Mahringer        |
| Oslo 1952 Detaljer...              | USA · Andrea Mead-Lawrence      | Tyskland · Ossi Reichert          | Tyskland · Annemarie Buchner       |
| Cortina d’Ampezzo 1956 Detaljer... | Schweiz · Renée Colliard        | Österrike · Regina Schöpf         | Sovjetunionen · Jevgenija Sidorova |
| Squaw Valley 1960 Detaljer...      | Kanada · Anne Heggtveit         | USA · Betsy Snite                 | Tyskland · Barbara Henneberger     |
| Innsbruck 1964 Detaljer...         | Frankrike · Christine Goitschel | Frankrike · Marielle Goitschel    | USA · Jean Saubert                 |
| Grenoble 1968 Detaljer...          | Frankrike · Marielle Goitschel  | Kanada · Nancy Greene             | Frankrike · Annie Famose           |
| Sapporo 1972 Detaljer...           | USA · Barbara Cochran           | Frankrike · Danièle Debernard     | Frankrike · Florence Steurer       |
| Innsbruck 1976 Detaljer...         | Västtyskland · Rosi Mittermaier | Italien · Claudia Giordani        | Liechtenstein · Hanni Wenzel       |
| Lake Placid 1980 Detaljer...       | Liechtenstein · Hanni Wenzel    | Västtyskland · Christa Kinshofer  | Schweiz · Erika Hess               |
| Sarajevo 1984 Detaljer...          | Italien · Paoletta Magoni       | Frankrike · Perrine Pelen         | Liechtenstein · Ursula Konzett     |
| Calgary 1988 Detaljer...           | Schweiz · Vreni Schneider       | Jugoslavien · Mateja Svet         | Västtyskland · Christa Kinshofer   |
| Albertville 1992 Detaljer...       | Österrike · Petra Kronberger    | Nya Zeeland · Annelise Coberger   | Spanien · Blanca Fernández Ochoa   |
| Lillehammer 1994 Detaljer...       | Schweiz · Vreni Schneider       | Österrike · Elfi Eder             | Slovenien · Katja Koren            |
| Nagano 1998 Detaljer...            | Tyskland · Hilde Gerg           | Italien · Deborah Compagnoni      | Australien · Zali Steggall         |
| Salt Lake City 2002 Detaljer...    | Kroatien · Janica Kostelić      | Frankrike · Laure Péquegnot       | Sverige · Anja Pärson              |
| Turin 2006 Detaljer...             | Sverige · Anja Pärson           | Österrike · Nicole Hosp           | Österrike · Marlies Schild         |
| Vancouver 2010 Detaljer...         | Tyskland · Maria Riesch         | Österrike · Marlies Schild        | Tjeckien · Šárka Záhrobská         |
| Sotji 2014 Detaljer...             | USA · Mikaela Shiffrin          | Österrike · Marlies Schild        | Österrike · Kathrin Zettel         |
| Pyeongchang 2018 Detaljer...       | Sverige · Frida Hansdotter      | Schweiz · Wendy Holdener          | Österrike · Katharina Gallhuber    |
| Peking 2022 Detaljer...            | Slovakien · Petra Vlhová        | Österrike · Katharina Liensberger | Schweiz · Wendy Holdener           |

### Storslalom
| Spel                               | Guld                           | Silver                            | Brons                          |
| Oslo 1952 Detaljer...              | USA · Andrea Mead-Lawrence     | Österrike · Dagmar Rom            | Tyskland · Annemarie Buchner   |
| Cortina d’Ampezzo 1956 Detaljer... | Tyskland · Ossi Reichert       | Österrike · Putzi Frandl          | Österrike · Thea Hochleitner   |
| Squaw Valley 1960 Detaljer...      | Schweiz · Yvonne Rüegg         | USA · Penny Pitou                 | Italien · Giuliana Minuzzo     |
| Innsbruck 1964 Detaljer...         | Frankrike · Marielle Goitschel | Frankrike · Christine Goitschel   | Inte utdelat                   |
| Innsbruck 1964 Detaljer...         | Frankrike · Marielle Goitschel | USA · Jean Saubert                | Inte utdelat                   |
| Grenoble 1968 Detaljer...          | Kanada · Nancy Greene          | Frankrike · Annie Famose          | Schweiz · Fernande Bochatay    |
| Sapporo 1972 Detaljer...           | Schweiz · Marie-Theres Nadig   | Österrike · Annemarie Moser-Pröll | Österrike · Wiltrud Drexel     |
| Innsbruck 1976 Detaljer...         | Kanada · Kathy Kreiner         | Västtyskland · Rosi Mittermaier   | Frankrike · Danièle Debernard  |
| Lake Placid 1980 Detaljer...       | Liechtenstein · Hanni Wenzel   | Västtyskland · Irene Epple        | Frankrike · Perrine Pelen      |
| Sarajevo 1984 Detaljer...          | USA · Debbie Armstrong         | USA · Christin Cooper             | Frankrike · Perrine Pelen      |
| Calgary 1988 Detaljer...           | Schweiz · Vreni Schneider      | Västtyskland · Christa Kinshofer  | Schweiz · Maria Walliser       |
| Albertville 1992 Detaljer...       | Sverige · Pernilla Wiberg      | USA · Diann Roffe                 | Inte utdelat                   |
| Albertville 1992 Detaljer...       | Sverige · Pernilla Wiberg      | Österrike · Anita Wachter         | Inte utdelat                   |
| Lillehammer 1994 Detaljer...       | Italien · Deborah Compagnoni   | Tyskland · Martina Ertl           | Schweiz · Vreni Schneider      |
| Nagano 1998 Detaljer...            | Italien · Deborah Compagnoni   | Österrike · Alexandra Meissnitzer | Tyskland · Katja Seizinger     |
| Salt Lake City 2002 Detaljer...    | Kroatien · Janica Kostelić     | Sverige · Anja Pärson             | Schweiz · Sonja Nef            |
| Turin 2006 Detaljer...             | USA · Julia Mancuso            | Finland · Tanja Poutiainen        | Sverige · Anna Ottosson        |
| Vancouver 2010 Detaljer...         | Tyskland · Viktoria Rebensburg | Slovenien · Tina Maze             | Österrike · Elisabeth Görgl    |
| Sotji 2014 Detaljer...             | Slovenien · Tina Maze          | Österrike · Anna Fenninger        | Tyskland · Viktoria Rebensburg |
| Pyeongchang 2018 Detaljer...       | USA · Mikaela Shiffrin         | Norge · Ragnhild Mowinckel        | Italien · Federica Brignone    |
| Peking 2022 Detaljer...            | Sverige · Sara Hector          | Italien · Federica Brignone       | Schweiz · Lara Gut-Behrami     |

### Super-G
| Spel                            | Guld                             | Silver                           | Brons                             |
| Calgary 1988 Detaljer...        | Österrike · Sigrid Wolf          | Schweiz · Michela Figini         | Kanada · Karen Percy              |
| Albertville 1992 Detaljer...    | Italien · Deborah Compagnoni     | Frankrike · Carole Merle         | Tyskland · Katja Seizinger        |
| Lillehammer 1994 Detaljer...    | USA · Diann Roffe                | Ryssland · Svetlana Gladisjeva   | Italien · Isolde Kostner          |
| Nagano 1998 Detaljer...         | USA · Picabo Street              | Österrike · Michaela Dorfmeister | Österrike · Alexandra Meissnitzer |
| Salt Lake City 2002 Detaljer... | Italien · Daniela Ceccarelli     | Kroatien · Janica Kostelić       | Italien · Karen Putzer            |
| Turin 2006 Detaljer...          | Österrike · Michaela Dorfmeister | Kroatien · Janica Kostelić       | Österrike · Alexandra Meissnitzer |
| Vancouver 2010 Detaljer...      | Österrike · Andrea Fischbacher   | Slovenien · Tina Maze            | USA · Lindsey Vonn                |
| Sotji 2014 Detaljer...          | Österrike · Anna Fenninger       | Tyskland · Maria Höfl-Riesch     | Österrike · Nicole Hosp           |
| Pyeongchang 2018 Detaljer...    | Tjeckien · Ester Ledecká         | Österrike · Anna Veith           | Liechtenstein · Tina Weirather    |
| Peking 2022 Detaljer...         | Schweiz · Lara Gut-Behrami       | Österrike · Mirjam Puchner       | Schweiz · Michelle Gisin          |

### Alpin kombination
| Spel                                    | Guld                                    | Silver                                  | Brons                                   |
| Garmisch-Pirtenkirchen 1936 Detaljer... | Tyskland · Christl Cranz                | Tyskland · Käthe Grasegger              | Norge · Laila Schou Nilsen              |
| Sankt Moritz 1948 Detaljer...           | Österrike · Trude Beiser                | USA · Gretchen Fraser                   | Österrike · Erika Mahringer             |
| 1952–1984                               | Inte en del av det olympiska programmet | Inte en del av det olympiska programmet | Inte en del av det olympiska programmet |
| Calgary 1988 Detaljer...                | Österrike · Anita Wachter               | Schweiz · Brigitte Oertli               | Schweiz · Maria Walliser                |
| Albertville 1992 Detaljer...            | Österrike · Petra Kronberger            | Österrike · Anita Wachter               | Frankrike · Florence Masnada            |
| Lillehammer 1994 Detaljer...            | Sverige · Pernilla Wiberg               | Schweiz · Vreni Schneider               | Slovenien · Alenka Dovžan               |
| Nagano 1998 Detaljer...                 | Tyskland · Katja Seizinger              | Tyskland · Martina Ertl                 | Tyskland · Hilde Gerg                   |
| Salt Lake City 2002 Detaljer...         | Kroatien · Janica Kostelić              | Österrike · Renate Götschl              | Tyskland · Martina Ertl                 |
| Turin 2006 Detaljer...                  | Kroatien · Janica Kostelić              | Österrike · Marlies Schild              | Sverige · Anja Pärson                   |
| Vancouver 2010 Detaljer...              | Tyskland · Maria Riesch                 | USA · Julia Mancuso                     | Sverige · Anja Pärson                   |
| Sotji 2014 Detaljer...                  | Tyskland · Maria Höfl-Riesch            | Österrike · Nicole Hosp                 | USA · Julia Mancuso                     |
| Pyeongchang 2018 Detaljer...            | Schweiz · Michelle Gisin                | USA · Mikaela Shiffrin                  | Schweiz · Wendy Holdener                |
| Peking 2022 Detaljer...                 | Schweiz · Michelle Gisin                | Schweiz · Wendy Holdener                | Italien · Federica Brignone             |

## Mix

### Lagtävling
| Spel                         | Guld                                                                                       | Silver | Brons |
| Pyeongchang 2018 Detaljer... | Schweiz · Luca Aerni · Denise Feierabend · Wendy Holdener · Daniel Yule · Ramon Zenhäusern | Österrike · Stephanie Brunner · Manuel Feller · Katharina Gallhuber · Katharina Liensberger · Michael Matt · Marco Schwarz · | Norge · Sebastian Foss Solevåg · Nina Haver-Løseth · Kristin Lysdahl · Leif Kristian Nestvold-Haugen · Jonathan Nordbotten · Maren Skjøld · |

## Medaljfördelning

### Länder
| Rank | Land            | Guld | Silver | Brons | Totalt |
| ---- | --------------- | ---- | ------ | ----- | ------ |
| 1    | Österrike       | 37   | 41     | 43    | 121    |
| 2    | Schweiz         | 22   | 22     | 22    | 66     |
| 3    | USA             | 17   | 20     | 10    | 47     |
| 4    | Tyskland        | 17   | 13     | 10    | 40     |
| 5    | Frankrike       | 15   | 16     | 17    | 48     |
| 6    | Italien         | 14   | 9      | 9     | 32     |
| 7    | Norge           | 11   | 13     | 12    | 36     |
| 8    | Sverige         | 7    | 2      | 9     | 18     |
| 9    | Kroatien        | 4    | 6      | -     | 10     |
| 10   | Kanada          | 4    | 1      | 6     | 11     |
| 11   | Liechtenstein   | 2    | 2      | 6     | 10     |
| 12   | Slovenien       | 2    | 2      | 3     | 7      |
| 13   | Tjeckien        | 1    | -      | 1     | 2      |
|      | Spanien         | 1    | -      | 1     | 2      |
| 15   | Jugoslavien     | -    | 2      | -     | 2      |
|      | Luxemburg       | -    | 2      | -     | 2      |
| 17   | Finland         | -    | 1      | -     | 1      |
|      | Japan           | -    | 1      | -     | 1      |
|      | Nya Zeeland     | -    | 1      | -     | 1      |
|      | Ryssland        | -    | 1      | -     | 1      |
| 21   | Australien      | -    | -      | 1     | 1      |
|      | Tjeckoslovakien | -    | -      | 1     | 1      |
|      | Sovjetunionen   | -    | -      | 1     | 1      |

### Individuell medaljfördelning

#### Herrar
| Rank | Alpin skidåkare     | Land      | Från | Till | Guld | Silver | Brons | Totalt |
| ---- | ------------------- | --------- | ---- | ---- | ---- | ------ | ----- | ------ |
| 1    | Kjetil André Aamodt | Norge     | 1992 | 2006 | 4    | 2      | 2     | 8      |
| 2    | Alberto Tomba       | Italien   | 1988 | 1994 | 3    | 2      | -     | 5      |
| 3    | Toni Sailer         | Österrike | 1956 | 1956 | 3    | -      | -     | 3      |
| 3    | Jean-Claude Killy   | Frankrike | 1968 | 1968 | 3    | -      | -     | 3      |
| 5    | Hermann Maier       | Österrike | 1998 | 2006 | 2    | 1      | 1     | 4      |
| 5    | Aksel Lund Svindal  | Norge     | 2010 | 2018 | 2    | 1      | 1     | 4      |
| 7    | Marcel Hirscher     | Österrike | 2014 | 2018 | 2    | 1      | -     | 3      |
| 8    | Benjamin Raich      | Österrike | 2002 | 2006 | 2    | -      | 2     | 4      |
| 9    | Henri Oreiller      | Frankrike | 1948 | 1948 | 2    | -      | 1     | 3      |
| 9    | Ingemar Stenmark    | Sverige   | 1976 | 1980 | 2    | -      | 1     | 3      |

#### Damer
| Rank | Alpin skidåkare      | Land          | Från | Till | Guld | Silver | Brons | Total |
| ---- | -------------------- | ------------- | ---- | ---- | ---- | ------ | ----- | ----- |
| 1    | Janica Kostelić      | Kroatien      | 2002 | 2006 | 4    | 2      | -     | 6     |
| 2    | Vreni Schneider      | Schweiz       | 1988 | 1994 | 3    | 1      | 1     | 5     |
| 3    | Deborah Compagnoni   | Italien       | 1992 | 1998 | 3    | 1      | -     | 4     |
| 3    | Maria Höfl-Riesch    | Tyskland      | 2010 | 2014 | 3    | 1      | -     | 4     |
| 5    | Katja Seizinger      | Tyskland      | 1992 | 1998 | 3    | -      | 2     | 5     |
| 6    | Tina Maze            | Slovenien     | 2010 | 2014 | 2    | 2      | -     | 4     |
| 7    | Hanni Wenzel         | Liechtenstein | 1976 | 1980 | 2    | 1      | 1     | 4     |
| 8    | Michaela Dorfmeister | Österrike     | 1998 | 2006 | 2    | 1      | -     | 3     |
| 8    | Marielle Goitschel   | Frankrike     | 1964 | 1968 | 2    | 1      | -     | 3     |
| 8    | Trude Jochum-Beiser  | Österrike     | 1948 | 1952 | 2    | 1      | -     | 3     |
| 8    | Rosi Mittermaier     | Västtyskland  | 1976 | 1976 | 2    | 1      | -     | 3     |
| 8    | Mikaela Shiffrin     | USA           | 2014 | 2018 | 2    | 1      | -     | 3     |
| 8    | Pernilla Wiberg      | Sverige       | 1992 | 1998 | 2    | 1      | -     | 3     |